# Coppa Italia Dilettanti (Fase Interregionale) 1991-1992
La fase Interregionale della Coppa Italia Dilettanti 1991-1992 è un trofeo di calcio cui partecipano le squadre militanti nel Campionato Interregionale 1991-1992. Questa è la 11ª edizione. La vincitrice si qualifica per la finale della Coppa Italia Dilettanti 1991-1992 contro la vincitrice della fase Eccellenza.

## Breve regolamento
Nella prima fase le 180 squadre del Campionato Interregionale vengono raggruppate sia in gare di andata e ritorno che in triangolari. In seguito vi sono i trentaduesimi di finale, i sedicesimi, gli ottavi, i quarti, le semifinali e la finale.

## Primo turno
Il Trapani esce al primo turno nel girone composto anche da Marsala (1–1) e Mazara (0–2).
| data       | GIRONE ???            | ris.     |
| ---------- | --------------------- | -------- |
| ??.??.1991 | Alghero – Calangianus | pareggio |
| 22.08.1991 | Calangianus – Torres  | 0 – 2    |
| 25.08.1991 | Torres – Alghero      | 1 – 0    |

| Class. Girone ??? | P.ti | G | V | N | P | GF | GS | DR |
| ----------------- | ---- | - | - | - | - | -- | -- | -- |
| Torres            | 4    | 2 | 2 | 0 | 0 | 3  | 0  | +3 |
| Alghero           | 1    | 2 | 0 | 1 | 1 | ?  | ?  | –1 |
| Calangianus       | 1    | 2 | 0 | 1 | 1 | ?  | ?  | –2 |

| data       | GIRONE 52             | ris.     |
| ---------- | --------------------- | -------- |
| 21.08.1991 | Calitri – Avigliano   | pareggio |
| 25.08.1991 | Avigliano – Ebolitana | 2 – 1    |
| 28.08.1991 | Ebolitana – Calitri   | 3 – 2    |

| Class. Girone 52 | P.ti | G | V | N | P | GF | GS | DR |
| ---------------- | ---- | - | - | - | - | -- | -- | -- |
| Avigliano        | 3    | 2 | 1 | 1 | 0 | ?  | ?  | +? |
| Ebolitana        | 2    | 2 | 1 | 0 | 1 | 4  | 4  | 0  |
| Calitri          | 1    | 2 | 0 | 1 | 1 | ?  | ?  | ?  |

| data       | GIRONE 49           | ris.     |
| ---------- | ------------------- | -------- |
| 21.08.1991 | Putignano – Fasano  | pareggio |
| 25.08.1991 | Bitonto – Putignano | pareggio |
| 28.08.1991 | Fasano – Bitonto    | 2 – 0    |

| Class. Girone 49 | P.ti | G | V | N | P | GF | GS | DR |
| ---------------- | ---- | - | - | - | - | -- | -- | -- |
| Fasano           | 3    | 2 | 1 | 1 | 0 | ?  | ?  | +? |
| Putignano        | 2    | 2 | 0 | 2 | 0 | ?  | ?  | ?  |
| Bitonto          | 1    | 2 | 0 | 1 | 1 | ?  | ?  | ?  |

21 agosto: Pisticci-Castrovillari pari, Canosa-Benevento 4-0; poi Cerignola-Canosa 1; BN-Cerignola X2, passano i foggiani; passa anche il Brindisi

## Secondo turno
11 e 25 settembre: Avigliano-Castrovillari, passano i calabresi

## Trentaduesimi di finale
| Squadra 1       | Totale | Squadra 2    | Andata     | Ritorno    |
| --------------- | ------ | ------------ | ---------- | ---------- |
|                 |        |              | 11.09.1991 | 26.09.1991 |
| (SAR) Selargius | 1 – 4  | Torres (SAR) | 0 – 1      | 1 – 3      |

## Sedicesimi di finale
| Squadra 1    | Totale | Squadra 2       | Andata     | Ritorno    |
| ------------ | ------ | --------------- | ---------- | ---------- |
|              |        |                 | 09.10.1991 | 23.10.1991 |
| (SAR) Torres | 4 – 1  | Ladispoli (LAZ) | 4 – 1      | 0 – 0      |

## Ottavi di finale
| Squadra 1 | Totale | Squadra 2    | Andata     | Ritorno    |
| --------- | ------ | ------------ | ---------- | ---------- |
|           |        |              | 06.11.1991 | 20.11.1991 |
| (PIE) Bra | 3 – 4  | Torres (SAR) | 1 – 1      | 2 – 3      |

## Quarti di finale
| Squadra 1             | Totale | Squadra 2    | Andata     | Ritorno    |
| --------------------- | ------ | ------------ | ---------- | ---------- |
|                       |        |              | 08.01.1992 | 22.01.1992 |
| (LIG) Sammargheritese | 2 – 4  | Torres (SAR) | 1 – 1      | 1 – 3      |

## Semifinali
| Squadra 1    | Totale | Squadra 2        | Andata     | Ritorno    |
| ------------ | ------ | ---------------- | ---------- | ---------- |
|              |        |                  | 05.02.1992 | 19.02.1992 |
| (SAR) Torres | 1 – 0  | Crevalcore (E.R) | 1 – 0      | 0 – 0      |

## Finale
| Arbitro: | Fausti (Milano) |

| |            | |
| Oggiano 36’, 88’ | Marcatori  | 57’ (rig.) Promutico |
| · Pintauro · Cariola · Gallu · Chessa · Demartis · Pinna · Cannoni · Mossini · 90’ Oggiano · Talevi · 60’ Paraluppi · A disposizione: · 60’ Podda · 90’ Salis | Formazioni | · Costantini · Pecoraio · Iannicola · Palone 46’ · Promutico · Coraggio · Inches · Ronchetti · D’Ambra · Zappacosta 89’ · Luiso · A disposizione: · Capozzi 46’ · Bencivenga 89’ |
| Giovanni Sanna | Allenatori | Di Pucchio |